# Aurora Maria Nascimento Furtado
Aurora Maria Nascimento Furtado (codinome: Lola; São Paulo, 17 de junho de 1946 — Rio de Janeiro, 10 de novembro de 1972) foi militante que lutou pelo socialismo  no Brasil e contra a ditadura militar. Era militante da Ação Libertadora Nacional, organização de esquerda radical contra a ditadura militar brasileira instituída em 1964, morta na cidade do Rio de Janeiro, aos 26 anos, após ser torturada por agentes do governo militar.
Aurora foi reconhecida no Instituto Médico Legal do Rio de Janeiro (IML/RJ) no dia 11 de novembro de 1972. Os pais e a irmã foram responsáveis por fazer o reconhecimento da jovem. O corpo dela foi translado para a capital paulista dentro de um caixão lacrado. O caixão não pôde ser aberto.

## Biografia
A jovem estudava  psicologia na Universidade de São Paulo (USP) e colaborava com a imprensa da União Nacional dos Estudantes (UNE), de São Paulo. Além disso, ela também era uma militante ativa do movimento estudantil nos anos 1967 e 1968, onde era conhecida por Lola. 

## Vida Política
Militando inicialmente no PC do B, fazendo parte do DISP (Dissidência Estudantil do PCB/SP) trabalhou como bancária na agência do Banco do Brasil no bairro do Brás. Após a implantação do AI-5, passou a atuar politicamente na clandestinidade.
Ingressou na ALN, atuando no Rio de Janeiro, onde foi responsável pela área da imprensa em que publicava o jornal da organização chamado Ação. Participou do que ficou conhecido como o "assalto à Casa de Saúde Dr. Eiras", em Botafogo, em 2 de setembro de 1971, quando foram mortos o chefe de segurança Jayme Cardenio Dolce e mais dois seguranças da instituição.

## Morte
Aurora morreu no dia 10 de novembro de 1972, após ter sido presa e torturada por agentes da ditadura. Ela foi submetida ao suplício da "Coroa-de-cristo",  uma tira de aço com parafusos colocada em volta da cabeça que, gradativamente apertada, levava ao esmagamento do crânio fazendo os olhos saltarem para fora das órbitas. No dia seguinte, o seu corpo foi encontrado crivado de balas na esquina das ruas Adriano com Magalhães Couto, no bairro do Méier (RJ), junto a um veículo VW, placa DH-4734, marcado de tiros. Segundo versão oficial divulgada pelos órgãos de segurança, a militante teria morrido durante uma tentativa de fuga da guarnição da rádio-patrulha que a prendera.
Foi feito, no corpo de Aurora, uma necrópsia no Instituto Médico Legal, pelos drs. Elias Freitas e Salim Raphael Balassiano, cujo laudo determinou como causa mortis  "ferimentos penetrantes na cabeça". As fotos que acompanharam o laudo de perícia do local, de nº 6507/72, mostraram marcas de tortura no corpo, aprofundamento do crânio e escoriações nos olhos, no nariz e boca, que não foram relatadas na necrópsia.

### Reconhecimento do corpo
Seus pais e sua irmã reconheceram seu corpo em 11 de novembro de 1972, no IML/RJ, onde constaram que havia muitos hematomas, cortes profundos e afundamento do cranio.  A família obteve, através de advogados, nova necrópsia do IML, que constatou no corpo de Aurora inúmeros sinais das torturas sofridas (queimaduras, cortes profundos, hematomas generalizados) e um afundamento no crânio de cerca de 2 cm, proveniente do emprego da "coroa de cristo", a causadora da morte.
Eny Moreira, advogada de presos políticos durante a ditadura militar, que liberou o corpo de Aurora a pedido da família, relatou tê-lo visto dilacerado, com afundamento do maxilar, um corte do umbigo à vagina, fratura externa num dos braços, sem unhas, bicos dos seios arrancados e um olho saltado, resultante do esmagamento do crânio.

### Morte sob tortura encoberta
A versão divulgada na época revelava que a militante havia morrido por um tiro disparado por agentes militares após enfrentar um tiroteio entre agentes da repressão e militantes, no episódio em que ela estaria sendo resgatada por seus colegas após ter sido presa e submetida a levar os militares até uma sede da ALN. Com as investigações feitas ao longo dos anos, foi descoberto que, na realidade, Aurora havia morrido após diversas torturas. O CEMDP e a Comissão de Familiares de Mortos e Desaparecidos Políticos declararam que o laudo divulgado atesta que os tiros foram disparados contra seu corpo quando ela já estava morta, fato que indica que houve uma construção da morte para encobrir sua morte sob tortura.

## Versões das responsabilidades
Os relatórios das Forças Armadas até hoje são omissos sobre o assunto. Em depoimento ao livro Anos de Chumbo, o ex-comandante do DOI-CODI do I Exército, general Adyr Fiúza de Castro, afirmou que Aurora foi presa, durante uma batida contra o tráfico de drogas, e morta, sob tortura, pela polícia civil, por ter matado um policial com um tiro no rosto durante a abordagem. Segundo ele, a polícia civil foi a única responsável pela captura e morte de Aurora, sem conhecimento da polícia política. No mesmo depoimento, o general Fiúza destaca a coragem de Aurora no confronto com a polícia, que, segundo ele, mesmo torturada até a morte, nada disse a seus torturadores, que imaginaram o tempo todo estarem tratando com uma grande traficante de drogas.

Em 11 de novembro de 1972, o jornal O Estado De São Paulo publicou a versão oficial sobre a morte de Aurora que foi divulgada pelos órgãos de segurança:
"Na madrugada de ontem, Aurora Maria Nascimento Furtado, que fora presa às 9h40min de 9 de novembro, conduzia agentes da polícia carioca a um local do Méier, na Guanabara, onde estaria localizado um “aparelho” (local de encontro) da organização terrorista Aliança [sic] Libertadora Nacional, informa o documento distribuído ontem pelas autoridades de segurança da Guanabara. Chegando à esquina da rua Magalhães Couto e Adriano, Aurora pediu para descer. Disse que preferia, por motivos de segurança, dirigir-se sozinha, a pé, até o “aparelho”, próximo dali. Ao descer, Aurora saiu correndo e gritando em direção a um Volkswagen que estava nas proximidades. Nesse momento, começou um intenso tiroteio entre os agentes da polícia e os ocupantes do carro. Ao terminar o tiroteio, Aurora, baleada, estava morrendo, caída na rua. Preocupados em socorrer Aurora Maria, os agentes procuraram atendê-la. Com isso não alcançaram o grupo do Volkswagen, que arrancou em alta velocidade." 
Anos depois, o cineasta e ex-preso político Renato Tapajós, cunhado de Aurora ao tempo de sua morte, em depoimento à seção paulista da Comissão da Verdade, desmentiu a versão de Fiúza, e afirmou que seus torturadores eram agentes da repressão política. Segundo Tapajós, a batida policial em Parada de Lucas não foi aleatória, nem a abordagem do veículo onde ela se encontrava foi casual, mas um cerco da repressão na área, feito pela polícia e com a participação de agentes do CISA, o serviço de inteligência da Aeronáutica.

## Homenagens
Após a redemocratização do país, duas ruas foram batizadas com seu nome, uma no bairro de Bangu, no Rio de Janeiro e outra no distrito de Jaçanã, na cidade de São Paulo.
Seu cunhado na época, Renato Tapajós, escreveu um livro em forma de romance sobre sua trajetória de vida, Em Câmara Lenta, em 1977.